# Copiapó
Copiapó è una città del nord del Cile, capitale della regione di Atacama, nella regione desertica omonima.
A circa 800 km a nord di Santiago del Cile, sulle sponde del fiume Copiapó, pressoché prosciugato dall'attività irrigua agricola e per le scarsissime piogge della zona, Copiapó in un secolo è passata da 10.000 abitanti agli attuali 150.000 circa.
La ferrovia che la univa alla città portuale di Caldera, inaugurata nel 1851, fu una delle prime del Sud America e oggi è conservata come monumento nazionale.
Copiapó è sede vescovile e ospita l'Università di Atacama.
Il suo distretto è famoso per le miniere di rame e d'argento (teatro nel 2010 di un grave incidente) e sebbene l'approvvigionamento idrico sia un grande problema, l'agricoltura produce alcune eccellenze, come nel caso dell'uva.
Il 25 marzo del 2015 la città, così come gli altri paesini della regione, è stata vittima di una grande ed inaspettata alluvione che ha portato l'omonimo fiume a riempirsi e strabordare, oltre che a lasciare la città in gravi condizioni dal punto di vista strutturale, sociale e sanitario.
Conseguenza dell'evento, la chiusura delle strutture scolastiche per un tempo prolungato e l'intervento nella regione delle forze armate, le quali, ai fini di assicurare il controllo adeguato, hanno instaurato il coprifuoco con orari che variano secondo le necessità.
La popolazione non assisteva ad un evento simile da decenni, l'ultima pioggia fitta si era registrata nel 1997, nonostante non avesse causato danni significativi.

## Geografia fisica

### Clima
| Copiapó             | Mesi | Mesi | Mesi | Mesi | Mesi | Mesi | Mesi | Mesi | Mesi | Mesi | Mesi | Mesi | Stagioni | Stagioni | Stagioni | Stagioni | Anno |
| Copiapó             | Gen  | Feb  | Mar  | Apr  | Mag  | Giu  | Lug  | Ago  | Set  | Ott  | Nov  | Dic  | Inv      | Pri      | Est      | Aut      | Anno |
| ------------------- | ---- | ---- | ---- | ---- | ---- | ---- | ---- | ---- | ---- | ---- | ---- | ---- | -------- | -------- | -------- | -------- | ---- |
| T. max. media (°C)  | 32,1 | 29,6 | 25,3 | 23,0 | 21,5 | 20,0 | 17,2 | 18,4 | 22,2 | 23,8 | 25,3 | 27,0 | 29,6     | 23,3     | 18,5     | 23,8     | 23,8 |
| T. min. media (°C)  | 13,4 | 12,6 | 10,1 | 8,8  | 7,6  | 6,9  | 4,9  | 5,8  | 7,2  | 8,6  | 10,3 | 12,1 | 12,7     | 8,8      | 5,9      | 8,7      | 9,0  |
| Precipitazioni (mm) | 0,0  | 0,0  | 1,1  | 0,2  | 0,4  | 3,1  | 8,5  | 2,0  | 0,2  | 0,5  | 0,0  | 0,0  | 0,0      | 1,7      | 13,6     | 0,7      | 16,0 |

## Società

### Evoluzione demografica
Secondo il censimento del Istituto Nazionale di Statistica 2002, Copiapó aveva 129.091 abitanti (64.922 uomini e 64.169 donne). Di questi, 125.983 (97,6%) vivevano in aree urbane e 3.108 (2,4%) nelle aree rurali. La popolazione è cresciuta del 27,9% (28.184 persone) tra i 1992 e il 2002 censimenti.
Secondo lo stesso censimento, l'appartenenza religiosa a Copiapo, è il seguente: 
- 75.97% Cattolicesimo Romano
- 10.74% Protestantesimo
- 1,29% Chiesa di Gesù Cristo dei Santi degli Ultimi Giorni
- 1,25% Testimoni di Geova
- 0,04% Ebraismo
- 0,03% Islam
- 0,02% Chiesa ortodossa
- 3,56% Altro
- 7,10% Nessuno, l'ateismo o l'agnosticismo.

## Amministrazione

### Governo Municipale
Come un comune, Copiapó è un livello di terza divisione amministrativa del Cile amministrata da un consiglio comunale, guidato da un sindaco che viene eletto direttamente ogni quattro anni.
Il consiglio ha i seguenti membri (per il periodo 2016-2020):
- Rosa Ahumada Campusano (PCCh).
- Mario Bordoli Vergara (RN).
- Miguel Carvajal Macaya (PS).
- Wilson Chinga Ferreira (PCCh).
- Paloma Fernández Valdés (Ind./FA).
- Omar Luz Hidalgo (Ind./PR).
- Magaly Milla Montaño (Ind./PRI).
- Luis Orrego Salinas (PRO).

### Gemellaggi
- Catamarca
- Córdoba
- Dipartimento di Coronel Felipe Varela
- La Rioja

- Santiago del Estero
- Jiujiang
- Nanchang
- Panyu

- Pingxiang
- Ruichang
- Castellón de la Plana

## Sport e tempo libero

### Calcio
Questa città ha una squadra di calcio denominata Club de Deportes Copiapó, nata dopo lo scioglimento di Regional Atacama, nel 1999. Gioca nella Primera B Lega di calcio del Cile, e gioca come locale nel Stadio Luis Valenzuela Hermosilla e nel Stadio Comunale di Tierra Amarilla.

### Raid Atacama
Questo è l'evento che raccoglie il maggior numero di automobili 4x4 nel mondo, ed è iniziata nel 1992.
Lo sforzo e spirito di Raid Atacama ha reso degno del Premio Nazionale per il Turismo. Per oltre 21 anni, il Raid di Atacama è stata la pietra angolare dello sviluppo delle attività off-road lungo il Cile, e il suo esempio è stato seguito da molti club e anche diverse società.
Negli ultimi sette anni, l'iscrizione ha mantenuto stabile su una media di circa 500 veicoli l'evento, e più di 1.800 partecipanti provenienti da tutte le regioni del paese e all'estero.
Nel 1997, raggiunge il maggior numero di partecipanti fino ad oggi, che riunisce 613 veicoli 4x4, che ha permesso di richiedere la registrazione come un record del mondo, con nessun altro evento alla data della sua grandezza. Un altro dei risultati è quello di tenere, senza competizione, il record di evento off-road internazionale (amatoriale) con una maggiore permanenza nel tempo.

### Rally Dakar
Negli ultimi anni, Copiapó è stato non solo uno dei comuni cileni che il Rally Dakar Argentina-Cile ha attraversato, ma anche il luogo di nascita di Jaime Prohens, uno dei più importanti corridori di questo rally.

## Minerali
A Cordillera Cobre, situato a nord-est di Copiapó, si trova una delle aree con la più alta attività di estrazione mineraria di tutto il pianeta. Nel febbraio 2025 sono stati estratti campioni di roccia con concentrazioni di rame superiori all'1% e picchi fino al 10,3% di rame e 296 grammi per tonnellata (g/t) di argento.

## Galleria d'immagini

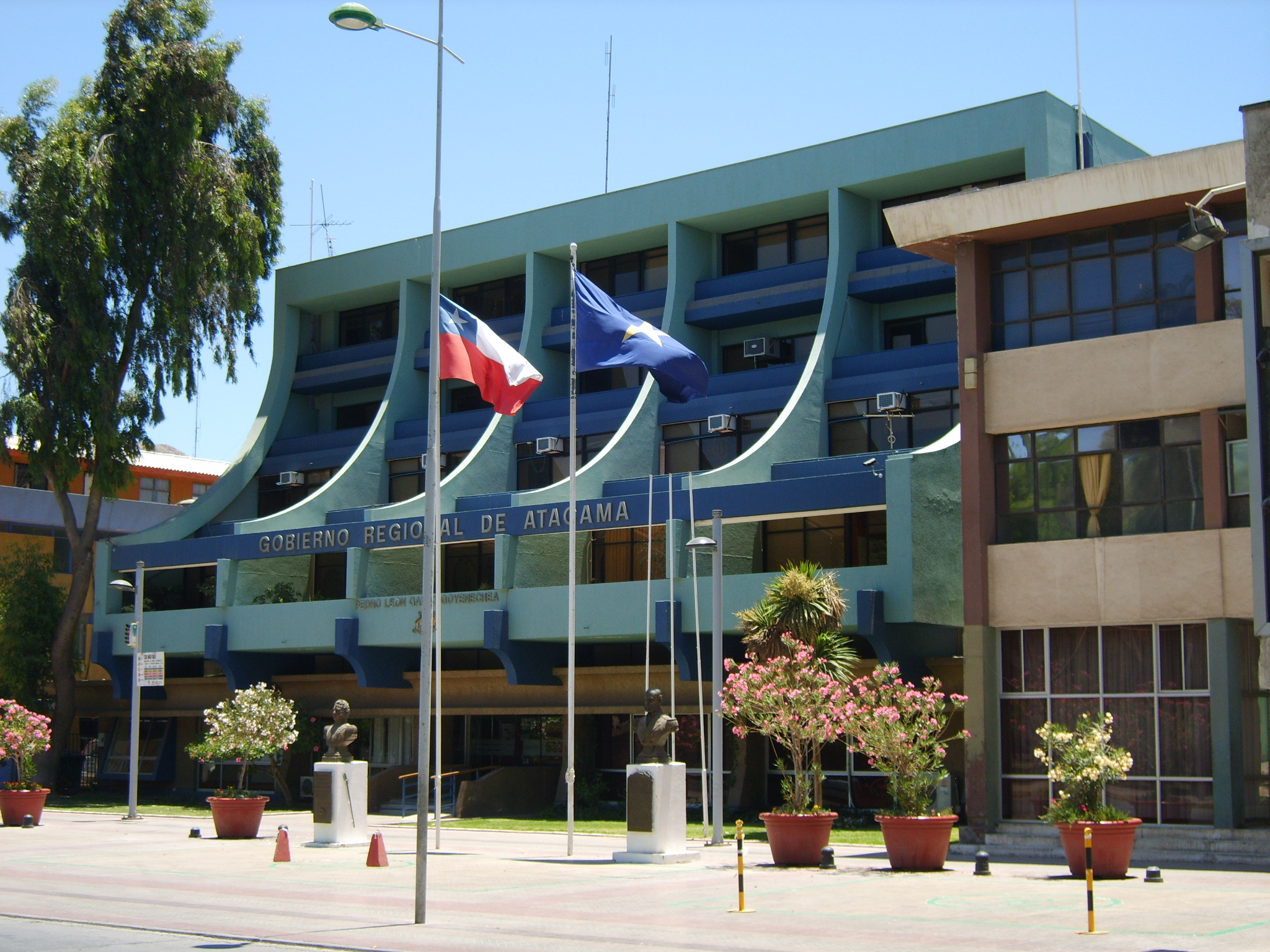
Palazzo dell'Intendenza della Regione di Atacama.
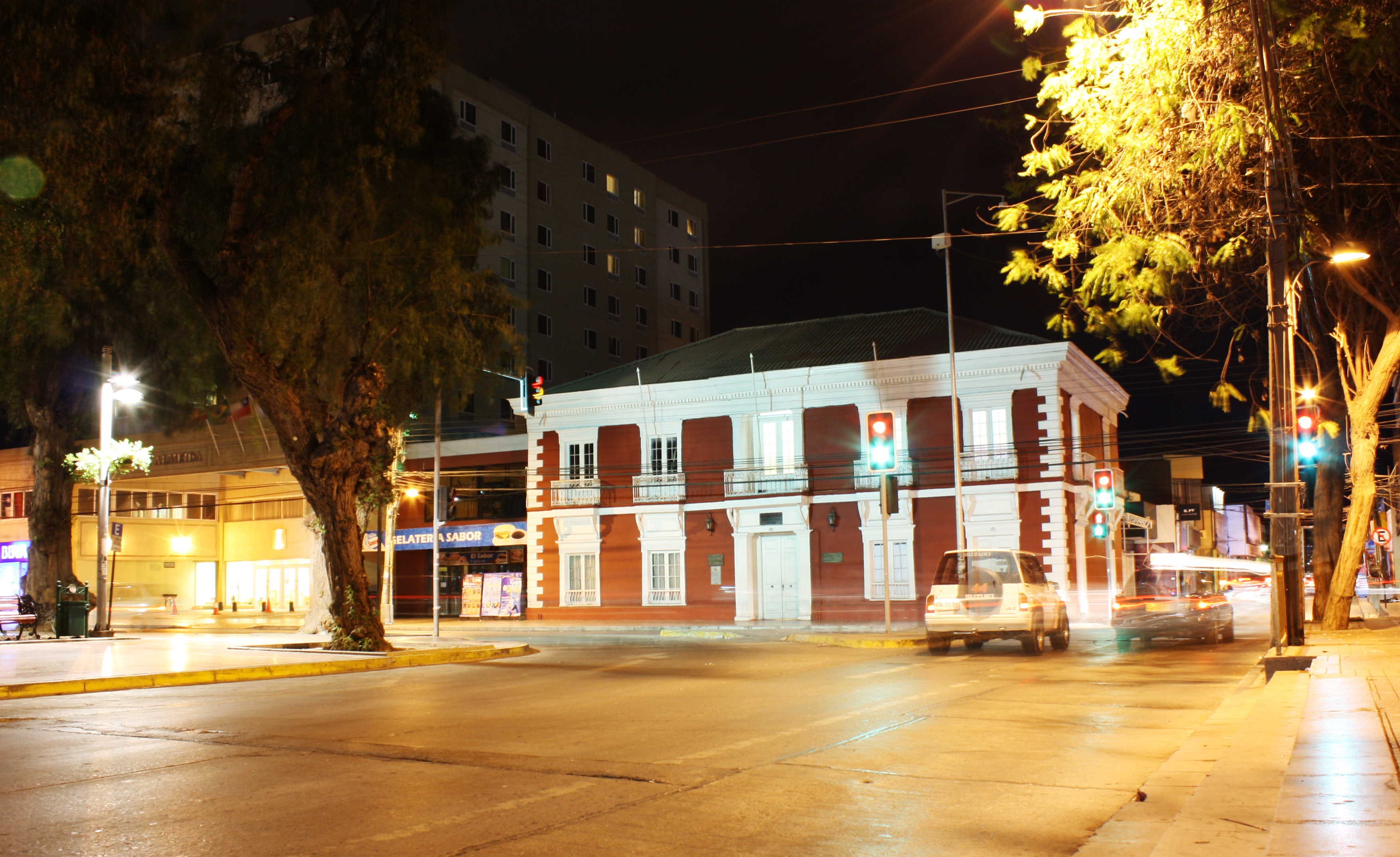
Casa della Cultura, anticuo edificio edilizio della città.
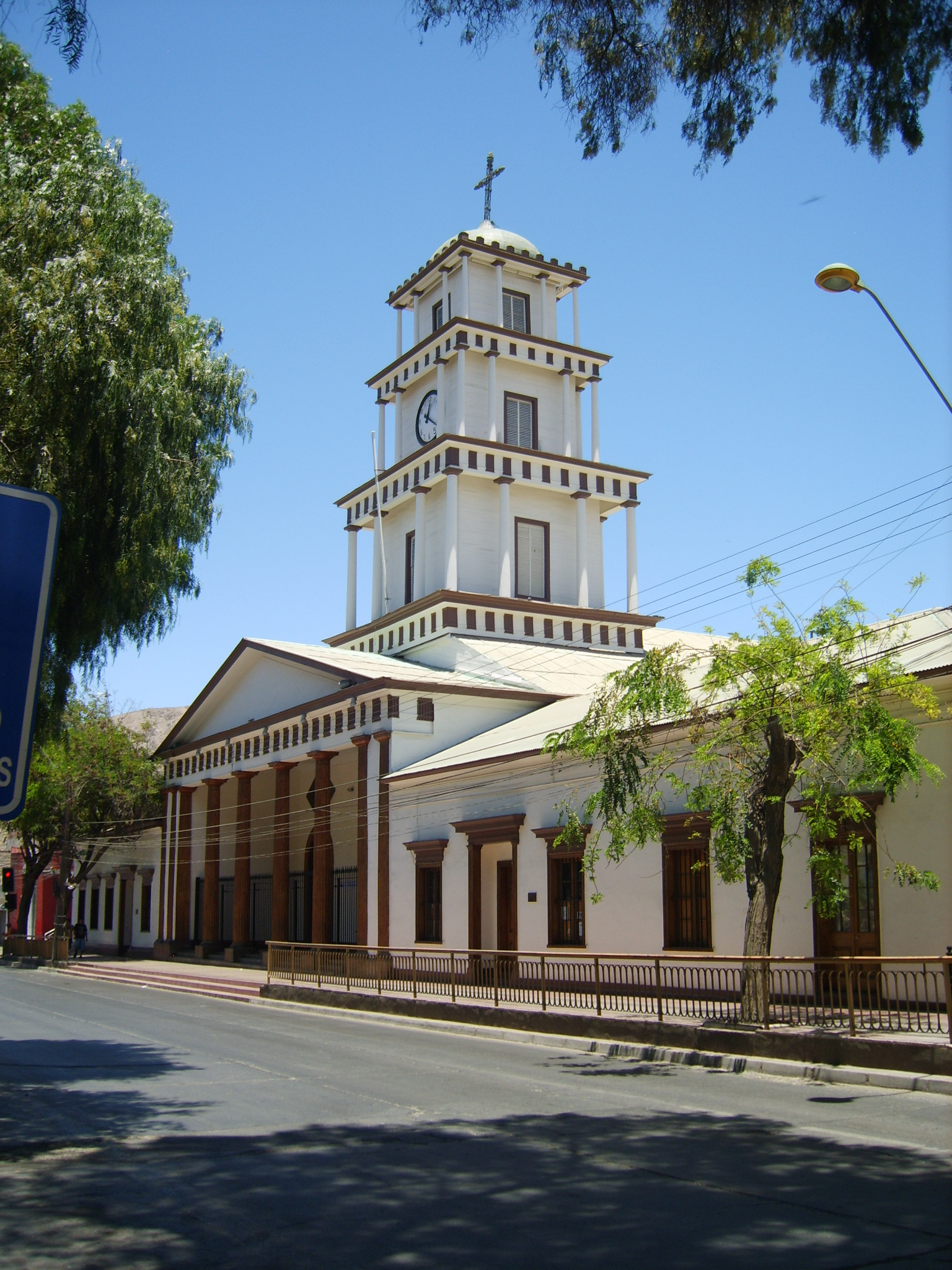
Cattedrale di Copiapó.
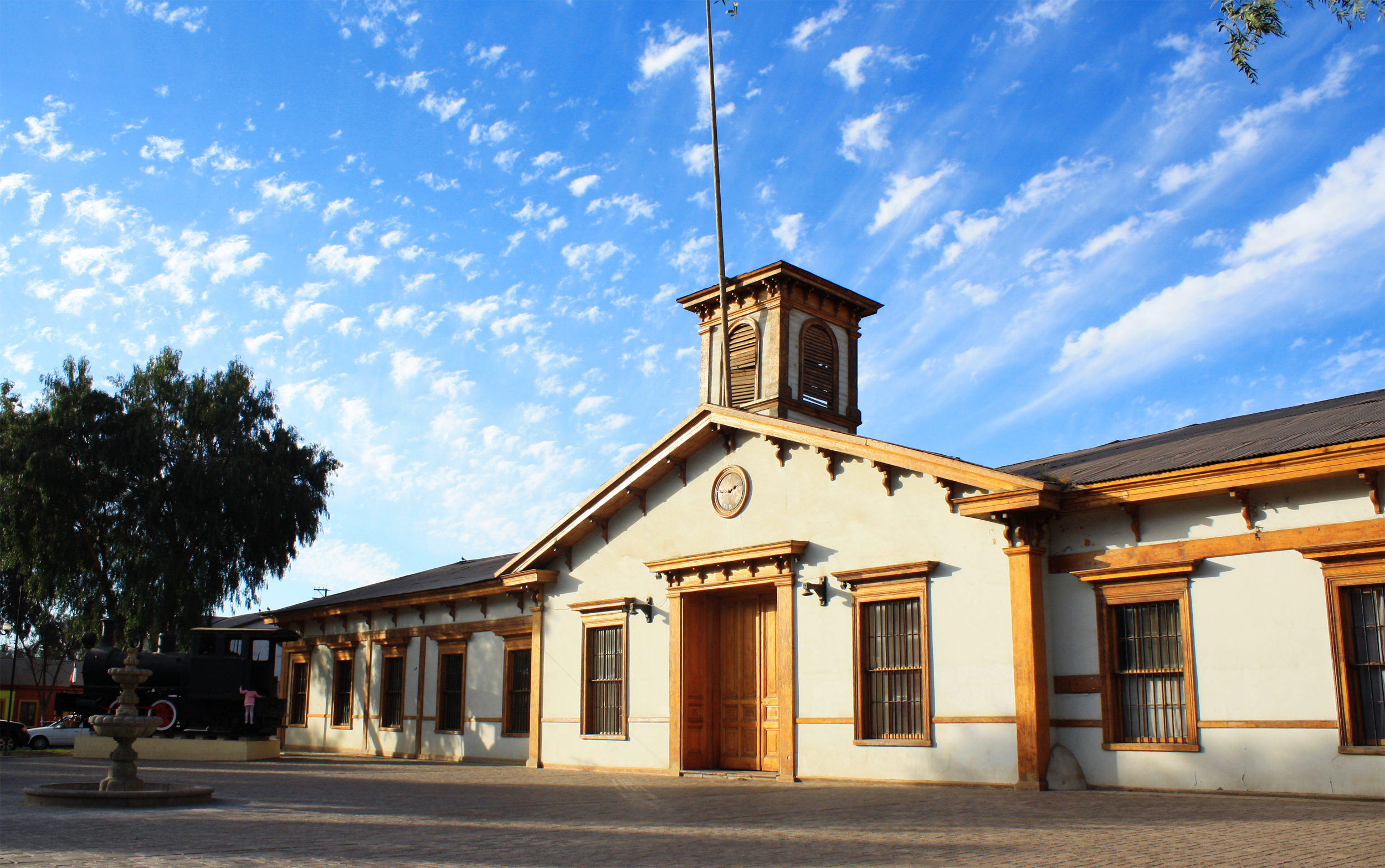
Stazione di Ferroviare di Copiapó.
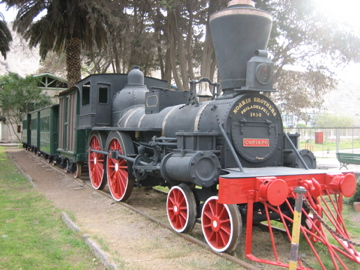
Locomotiva "Copiapó", percorreva la prima ferrovia del paese.
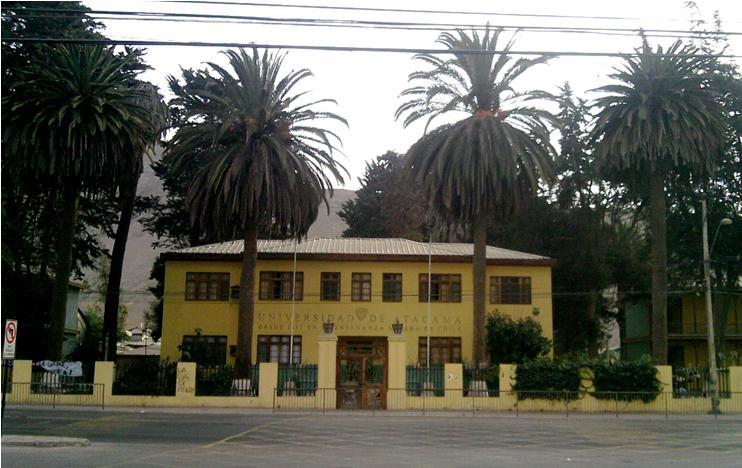
Università di Atacama.